# Facultad de Medicina (Universidad Autónoma de Madrid)

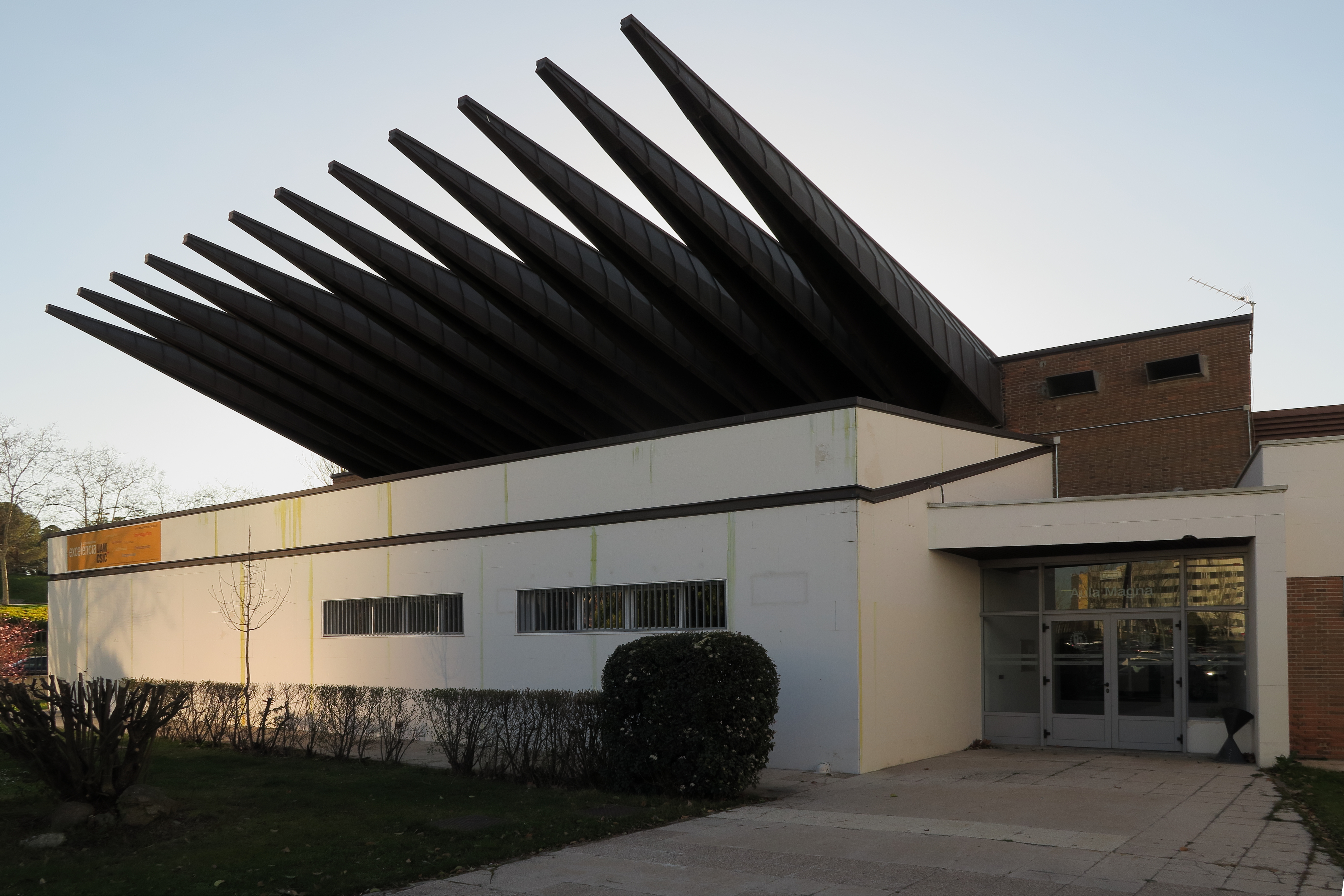
Facultad de Medicina (Universidad Autónoma de Madrid), Aula Magna

La Facultad de Medicina de la Universidad Autónoma de Madrid pertenece a la Universidad Autónoma de Madrid (UAM). En ella se cursan los estudios de licenciatura y grado en medicina, grado de enfermería, parte de los estudios de grado de bioquímica y grado en nutrición y dietética y varios máster, doctorados y títulos propios.
La facultad se funda con la creación de la Universidad Autónoma merced al Decreto-Ley 5/1968, por el que se crearon las facultades de Ciencias, Ciencias Políticas, Económicas y Comerciales, Derecho y Filosofía y Letras, junto a la Facultad de Medicina.
En la facultad de medicina de la UAM estudian alrededor de unos 1800 estudiantes y trabajan en ella unos 300 profesores y 75 trabajadores del personal de administración y servicios.

## Hospitales adscritos
Los hospitales adscritos a la facultad de Medicina de la UAM son el Hospital Universitario La Paz, el Hospital Universitario La Princesa, la Fundación Jiménez Díaz,  el Hospital Universitario Puerta de Hierro Majadahonda y el Hospital Universitario Niño Jesús, existiendo en ellos sendas unidades docentes donde se imparten las materias clínicas de las carreras de Medicina y Enfermería.

## Investigación
En el campus de Medicina de la UAM, se encuentra el Instituto de Investigaciones Biomédicas Alberto Sols, que es un centro mixto del Consejo Superior de Investigaciones Científicas (CSIC) y UAM, la Unidad de Ensayos Clínicos del Departamento de Farmacología y el Instituto Teófilo Hernando de Investigación y Desarrollo del Medicamento.
También es notoria la actividad investigadora en los centros de investigación en los hospitales adscritos a la Universidad los Institutos de Investigación Sanitarias: IDIPAZ, IIS Puerta de Hierro, IIS PRINCESA, IIS FJD.